# Spoorlijn Berlijn - Lehrte
De spoorlijn Berlijn - Lehrte (ook wel: Berlin-Lehrter Bahn) is een hoofdspoorlijn en hogesnelheidslijn in de Duitse deelstaten Berlijn, Brandenburg, Saksen-Anhalt en Nedersaksen. De lijn loopt in een oost-westrichting en verbindt Berlijn met Lehrte (bij Hannover). De lijn is als DB 6107 onder beheer van DB Netze. Gedurende de Duitse deling stond het gedeelte tussen Vorsfelde en Lehrte als DB 1950 onder beheer van DB Netze.

## Tracébeschrijving

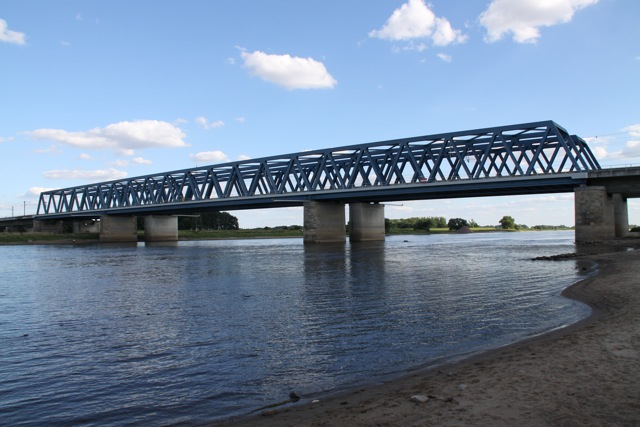
Elbebrug Hämerten bij Stendal (2010)

De huidige spoorlijn is 231 kilometer lang en loopt vanaf Berlin Hauptbahnhof in westelijke richting naar Berlin-Spandau, vanaf hier verder via Rathenow, Stendal, Oebisfelde, Wolfsburg en Gifhorn. In Lehrte takt de lijn aan op de spoorlijn Hannover - Braunschweig in de richting van Hannover.
De Lehrter Bahn is tussen Oebisfelde en Lehrte uitgebouwd als hogesnelheidslijn. Tussen Berlijn en Oebisfelde is de hogesnelheidslijn naast en over het tracé van de Lehrter Bahn gebouwd. Op deze lijn is de maximumsnelheid 250 km/h.

## Geschiedenis

### Bouw en exploitatie

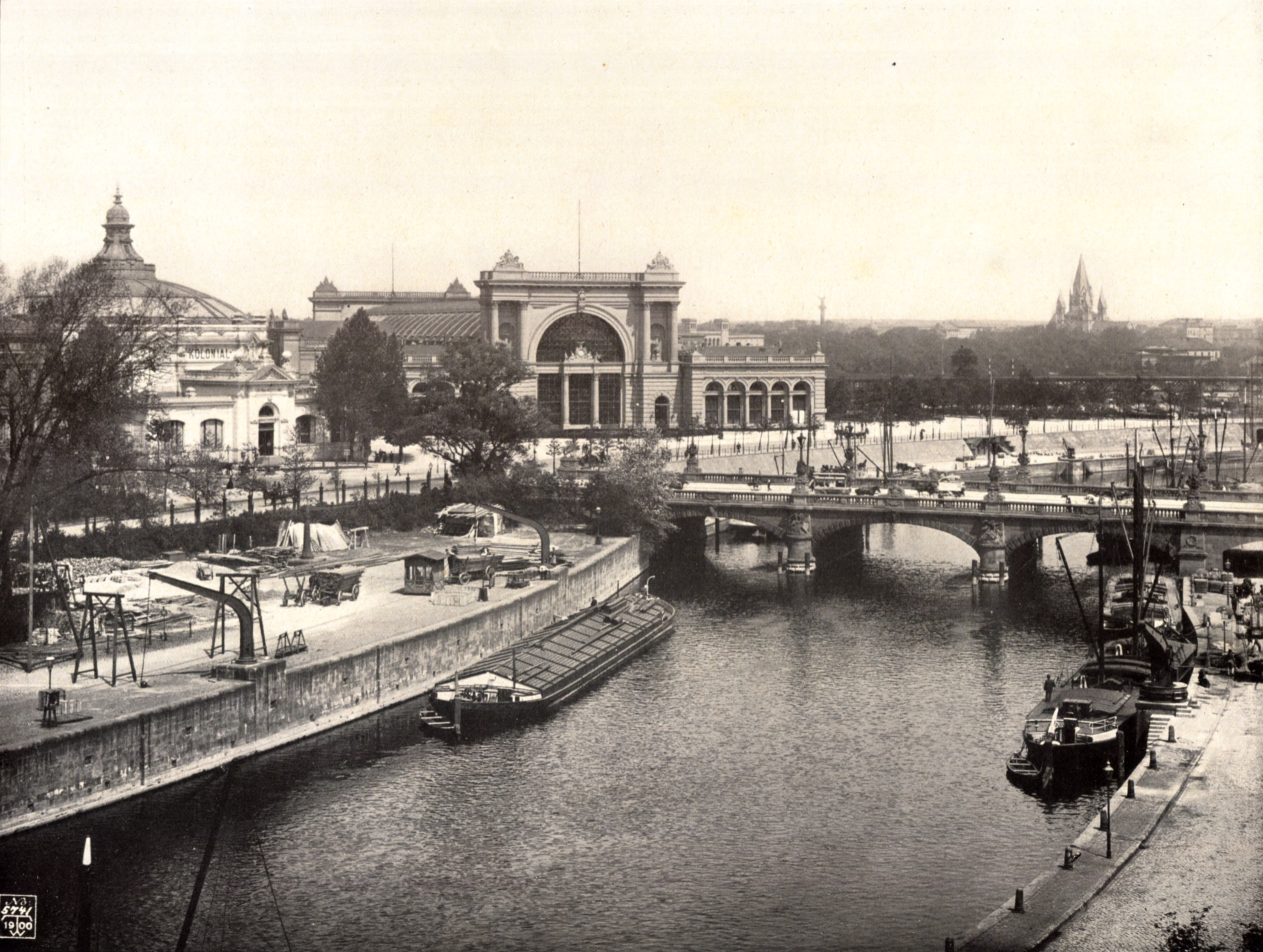
Lehrter Bahnhof in 1900

De Magdeburg-Halberstädter-Eisenbahngesellschaft (MHE) kreeg in 1867 de concessie voor de bouw van deze spoorlijn, evenals een zijlijn van Stendal via Salzwedel naar Uelzen, de zogenaamde Amerikalinie. De spoorlijn zal de reistijd tussen Berlijn en Hannover, in vergelijking met de bestaande spoorlijn via Potsdam, Maagdenburg, Oschersleben, Wolfenbüttel en Braunschweig, flink verkorten. De spoorlijnen gingen in de volgende fases open:
- Berlin Lehrter Bahnhof - Spandau: 15 juli 1871
- Spandau - Gardelegen: 1 februari 1871
- Gardelegen - Lehrte: 1 november 1871

De Berlin-Lehrter Bahn werd in december 1879 door de nationalisering van MHE eigendom van het Koninkrijk Pruisen. Samen met andere maatschappijen werd de MHE in 1 juli 1886 geliquideerd en onderdeel van de Preußische Staatseisenbahnen. In Berlijn (Charlottenburg) werd het emplacement van de Lehrter Bahn met de toenmalige nog gescheiden Hamburger Bahn qua gebouwen en exploitatie steeds meer verenigd. Dit proces werd door de scheiding van het reizigers- en goederenverkeer in Berlijn door de ringlijn tussen Wustermark en Nauen, de nieuw- en ombouw van het station van Spandau en de opening van het rangeerstation Wustermark voor de Eerste Wereldoorlog afgesloten.

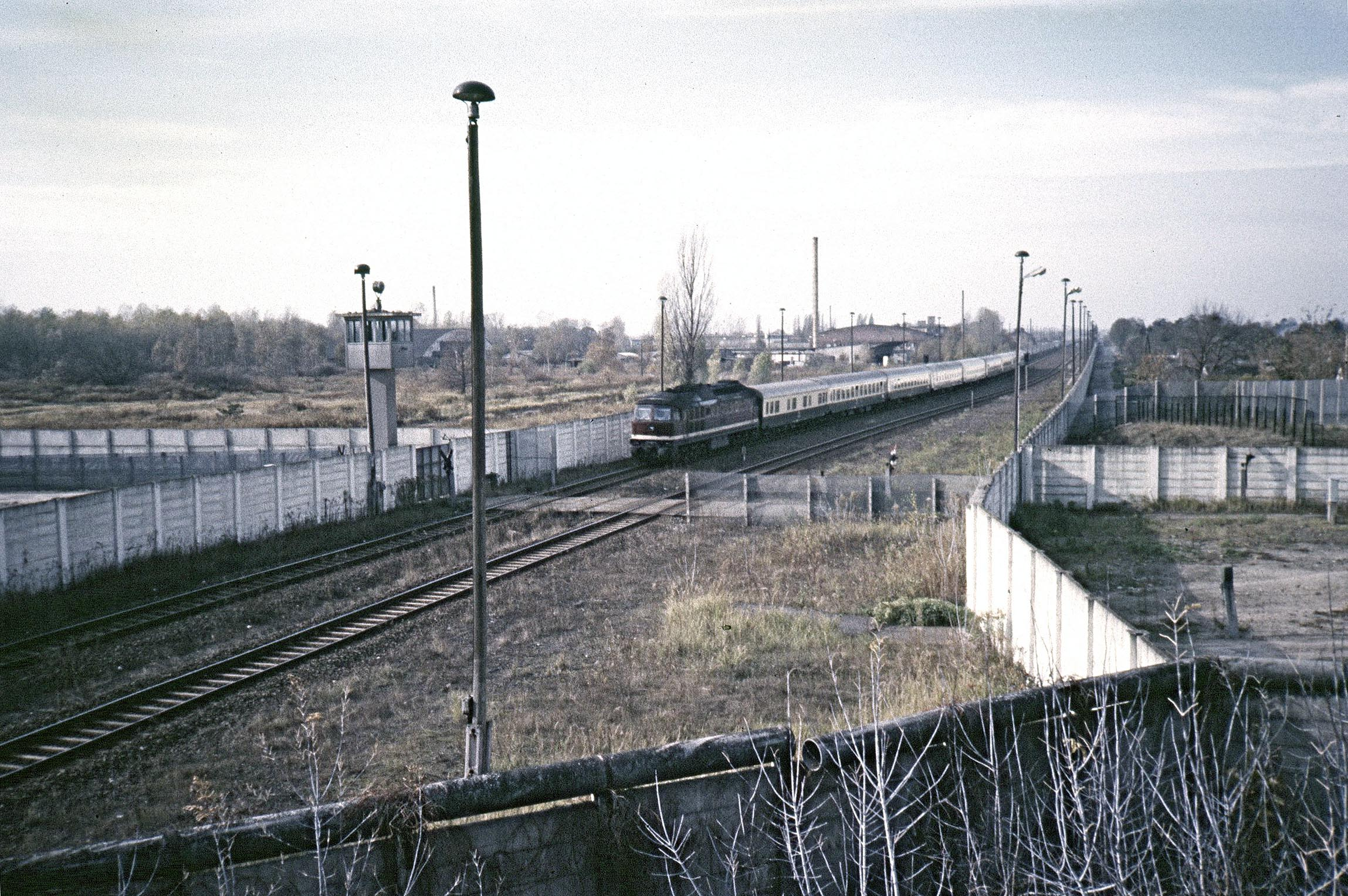
Transittrein uit Hamburg rijdt door de grensovergang bij station Staaken (1986)

De spoorlijn werd steeds belangrijker doordat het een verbinding was voor reizigers- en goederenverkeer tussen Berlijn en Hannover, Bremen en het Ruhrgebied. Door de Duitse deling na de Tweede Wereldoorlog verloor de spoorlijn grotendeels het reizigersverkeer. Door herstelbetalingen was de spoorinfrastructuur in de Sovjet-bezettingszone tot het minimum gereduceerd, waardoor er bij aansluitingen veel tijd verloren ging. In Berlijn werd het overgebleven verkeer op andere lijnen en stations geconcentreerd, waardoor het station Lehrter Bahnhof in 1952 werd gesloten en in 1958 werd gesloopt.
In 1974 werd de 970 meter lange Elbe-Seitenkanal-Tunnel geopend onder de nieuw gebouwde Elbe-Seitenkanal.
Vanaf 1976 gebruiken de interzonale treinen tussen Berlijn en Hamburg de Lehrter Bahn tussen Wustermark en Berlijn. Daarvoor werd een nieuw controlestation Staaken gebouwd. Na de Duitse hereniging rijden er vanaf 1991 weer langeafstandstreinen van Berlijn naar Hannover.

## Ontwikkeling van de Hamburger en Lehrter Bahn in Berlijn
Bij de aansluiting op de nieuwe Berlijnse Ringbahn ontstond in 1879 bij Fürstenbrunn een verbinding naar het goederenstation Charlottenburg-Westend (tegenwoordig Westend). Deze verbinding werd in 1882 als Lehrter Stadtbahnanschluss naar station Berlin-Charlottenburg verlegd, om een verknoping voor reizigerstreinen met de nieuwe Berlijnse Stadtbahn mogelijk te maken. Met hetzelfde doel kwam ook in 1882 voor de Hamburger Bahn de Hamburger Stadtbahnanschluss tussen Ruhleben en station Berlin-Charlottenburg in gebruik.
Door de nationalisering konden de parallel liggende netwerken en het verkeer in Berlijn en Spandau op de Hamburger en Lehrterbahn samengevoegd en heringericht worden: 
- Verplaatsen van het reizigersverkeer van de Hamburger Bahnhof naar de Lehrter Bahnhof en het sluiten van de Hamburger Bahnhof in oktober 1884;
- Samenvoegen van goederenstations in Berlijn tot "Berlin Hamburger u Lehrter Gbf" kort "Berlin H u L", tot mei 1893;
- Herstructureren van de stations langs de Lehrer en Hamburger Bahn in Spandau naar een goederenstation ten westen van de Havel en een reizigersstation ten oosten van de Havel tussen 1888 en 1892. Enkele jaren hiervoor (1885) werd er een goederenspoor gebouwd, om buiten Berlijn een verbinding tussen beide spoorlijnen mogelijk te maken;
- Gelijktijdig werden beide spoorparen tussen Berlijn en Spandau niet meer naar richting gebruikt (Hamburg, Lehrte) maar naar reizigers- en goederenverkeer. De sporen van de Lehrter Bahn worden sindsdien gebruikt door uitsluitend goederentreinen. In de omgeving van het uitgebreide station Moabit kwam het met de samenhang van de uitbreiding van de Ringbahn naar vier sporen tot eveneens grote veranderingen.

Op het station Putlitzstraße vond vanaf 1898 het overstappen plaats tussen de Noordringtreinen en de voorstedelijke treinen Spandau - Berlijn Lehrter Bahnhof. Daarnaast werd er aan de Lehrter Bahn nog een aantal stations geopend, namelijk:
- Staaken (1900);
- Fürstenbrunn (1905) voor de werknemers in Siemensstadt;
- Jungfernheide (1908).

### Ongevallen
Op 16 oktober 1917 vond er een zwaar spoorwegongeval in het station van Schönhausen (Elbe) plaats. Een speciale trein met kinderen reed op een goederentrein. 26 mensen kwamen om het leven, 16 raakten er gewond.
In station Isenbüttel-Gifhorn (later: Gifhorn) veroorzaakte een goederentrein op 22 februari 1941 een van de zwaarste spoorwegongevallen van Duitsland. De bestuurder van de goederentrein had een rood sein over het hoofd gezien en reed met volle snelheid op een vertrekkende reizigerstrein. Er kwamen 122 mensen, de meeste waren Belgische gevangenen, om het leven, daarnaast raakten er 80 mensen zwaar gewond.

## Hogesnelheidslijn
In de jaren '80 waren er plannen, de Lehrter Bahn tot een hogesnelheidslijn (HSL) voor het transitverkeer tussen West-Duitsland en West-Berlijn uit te bouwen. Parallel zou het bestaande spoor van de Lehrter Bahn voor het treinverkeer binnen de DDR beschikbaar blijven, maar er zouden geen verbindingen tussen de spoorlijnen komen.
Dat dit basisplan voor de pas in 1998 in gebruik genomen HSL was, bleef nadien merkbaar. De ICE's rijden 250 km/h op de nieuwe hogesnelheidslijn en de regionale dieseltreinen op de oorspronkelijke Lehrter Bahn maximaal 120 km/h. De stations die aan de geëlektrificeerde HSL liggen (bijv. station Groß Behnitz), kunnen niet door elektrische regionale treinen gebruikt worden, omdat het derde spoor niet geëlektrificeerd is.
Tussen kilometer 150 en 157 (Mieste - Miesterhorst) werden bij de bouw van de HSL al betonnen masten geplaatst voor de bovenleiding, alleen de bovenleiding werd niet geïnstalleerd. Doordat de uitbreidingen van de bestaande spoorlijn steeds meer gereduceerd werden, bleef ook de elektrificatie van de bestaande spoorlijn uit tussen Oebisfelde en Wustermark (met uitzondering van Stendal).

## Grote ombouw van het emplacement van Spandau

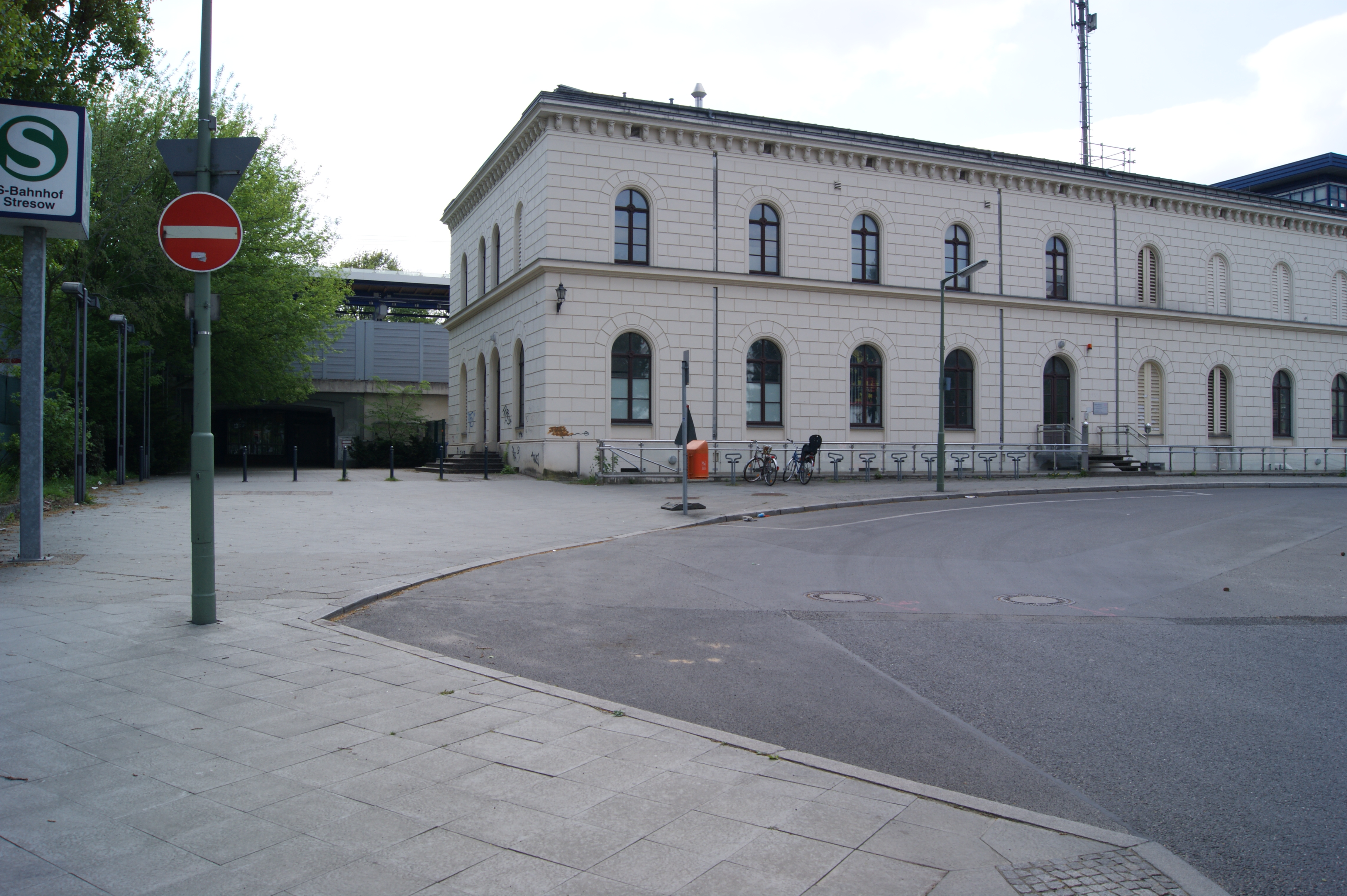
Stationsgebouw van het oude station Spandau (tot 1997), tegenwoordig S-Bahn-station Berlin-Stresow (2011)

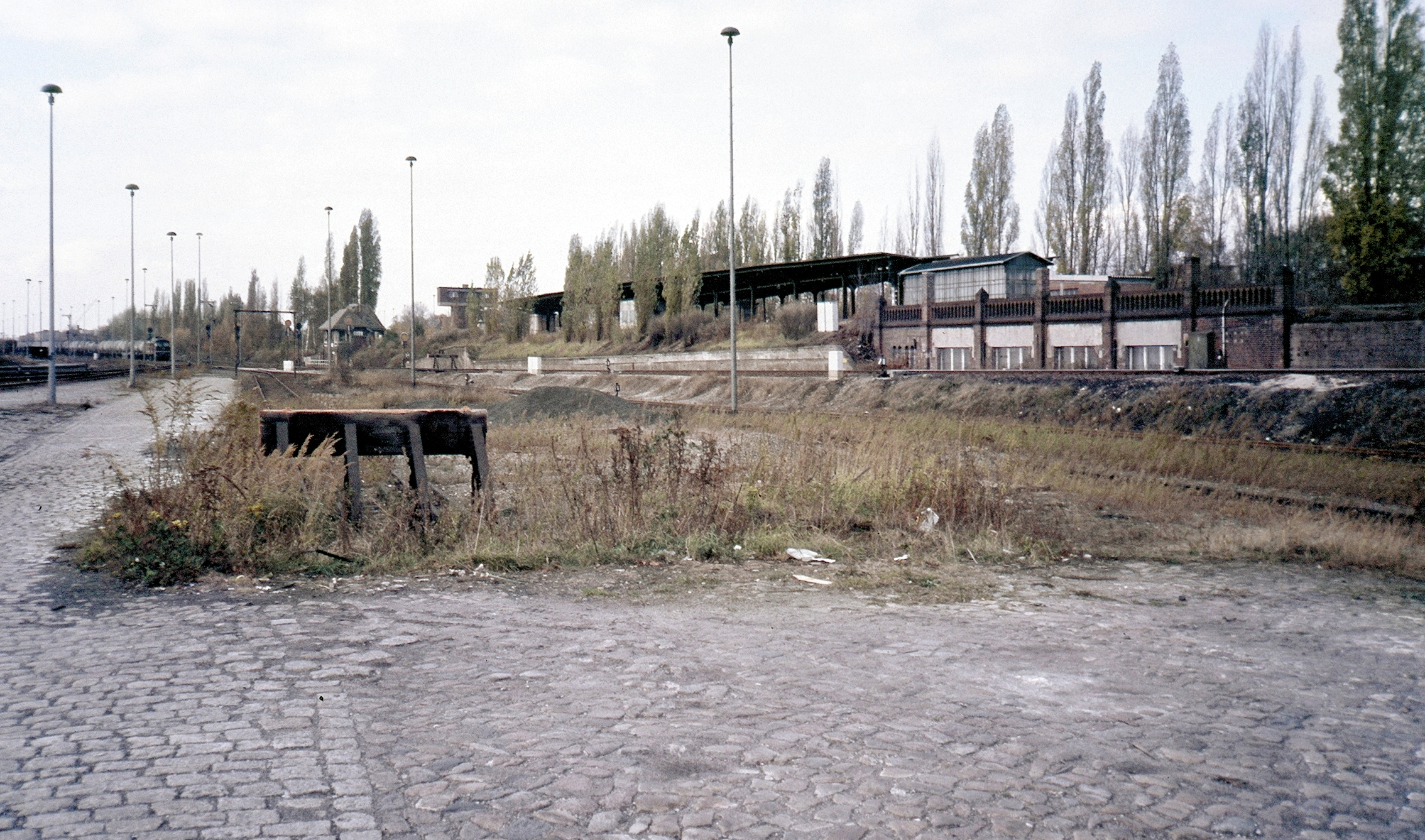
Station Spandau West en het goederenstation Spandau (1986)

De staag gegroeide langeafstands-, voorstedelijke en goederentreinen maakte een grondige verbouwing van het emplacement van Spandau tussen 1905 en 1912 noodzakelijk. Ook moesten de faciliteiten voor het goederenverkeer, die voor vele Berlijnse emplacementen te klein geworden waren, naar buiten worden verplaatst.
Tussen Ruhleben en het goederenstation Spandau werden de oude, voor het laatst door goederentreinen gebruikte tracé van de Lehrter Bahn gesloopt en door zes à acht sporige lijnen op een spoordijk gebouwd. Deze spoordijk volgde het tracé van de Hamburger Bahn. De langeafstands-, voorstedelijke en goederentreinen kregen eigen sporen.
Westelijk van het goederenstation van Spandau (Spandau West) ontstond in 1908 nieuwe reizigerstreinsporen voor de Lehrter Bahn, die bij de gemeentegrens van Staaken van de Hamburger Bahn aftakte. De al ten oosten van Spandau aftakkende sporen (oorspronkelijke sporen van de Lehrter Bahn) werden sindsdien alleen door goederentreinen gebruikt. Naast de goederentreinen naar Hannover namen ook goederentreinen naar Hamburg gebruik van deze sporen. In 1909 kwam het Rangeerstation Wustermark in gebruikt, die het rangeren van Spandau en deels van Moabit en "H u L" overnam. In 1911 werd het goederenstation Ruhleben voor diverse spoorlijnen geopend.
Gelijktijdig werd voor het groeiende voorstedelijke verkeer met de Berlijnse Stadtbahn een speciale spoor ingericht en tot het nieuwe Vorortbahnhof Spandau West (geopend 1910) ten westen van de Havel verlengd. In 1911 kwam de Spandauer Vorortbahn, die vanaf station Heerstraße van de Hamburger Stadtbahnanschluss afbuigt en via de stations Rennbahn (al in 1909 geopend) en Pichelsberg loopt, volledig in bedrijf.
Bij het verleggen van de Stadtbahnanschluss tussen Heerstraße en station Charlottenburg naar het zuidwesten kreeg ook deze lijn zijn eigen voorstedelijke sporen. In augustus 1928 werd het elektrische S-Bahn-verkeer naar Spandau in gebruik genomen. Alhoewel de S-Bahn vroeger naar Wustermark gepland was, kreeg de S-Bahn eerst in 1951 een verlenging naar Staaken. In 1980 werd de S-Bahn verkort tot Spandau, de S-Bahn keerde niet meer terug in Staaken.

## Treindiensten
De Deutsche Bahn verzorgt het personenvervoer op dit traject met ICE, IC, RE en RB treinen. De Ostdeutsche Eisenbahn en enno verzorgen het vervoer met RE en RB treinen.
| Serie         | Treinsoort                                    | Route | Bijzonderheden |
| ------------- | --------------------------------------------- | --- | --- |
| ICE 3         | InterCityExpress (DB Fernverkehr)             | Berlin Hbf – Hannover Hbf – Frankfurt (Main) Hbf – [ Darmstadt Hbf ] / [ Mannheim Hbf – Stuttgart Hbf – Ulm Hbf – Augsburg Hbf – München Hbf ] | |
| ICE 10        | InterCityExpress (DB Fernverkehr)             | Berlin Gesundbrunnen – Berlin Hbf – Berlin Spandau – Wolfsburg Hbf – Hannover Hbf – [ Bremen Hbf – Oldenburg (Oldb) Hbf ] / [ Bielefeld Hbf – Hamm (Westf) – [ Hagen Hbf – Wuppertal Hbf – Köln Hbf – Bonn Hbf – Koblenz Hbf ] / [ Dortmund Hbf – Bochum Hbf – Essen Hbf – Mülheim (Ruhr) Hbf – Duisburg Hbf – Düsseldorf Flughafen – Düsseldorf Hbf – Köln Messe/Deutz – Köln Hbf ] | Vanaf Hamm één treindeel naar Keulen en één naar Düsseldorf. Één trein per dag tussen Berlijn en Oldenburg. |
| ICE 11        | InterCityExpress (DB Fernverkehr)             | [ Berlin Ostbahnhof – Berlin Hbf – Berlin-Spandau – Braunschweig Hbf – Hildesheim Hbf – Göttingen – Kassel-Wilhelmshöhe – Fulda – Hanau Hbf – Frankfurt (Main) Hbf ] / [ Wiesbaden Hbf – Mainz Hbf – Worms Hbf ] – Mannheim Hbf – Stuttgart Hbf – Ulm Hbf – Augsburg Hbf – München-Pasing – München Hbf | Één trein van Wiesbaden naar München. |
| ICE 12        | InterCityExpress (DB Fernverkehr)             | Berlin Ostbahnhof – Berlin Hbf – Berlin-Spandau – Wolfsburg Hbf – Braunschweig Hbf – Hildesheim Hbf – Göttingen – Kassel-Wilhelmshöhe – Fulda – Hanau Hbf – Frankfurt (Main) Hbf – Mannheim Hbf – Karlsruhe Hbf – Offenburg – Freiburg (Breisgau) Hbf – Basel Bad Bf – Basel SBB – Liestal – Olten – Bern – Thun – Spiez – Interlaken West – Interlaken Ost | |
| ICE 28        | InterCityExpress (DB Fernverkehr)             | [ Hamburg-Altona – Hamburg Dammtor – Hamburg Hbf – Ludwigslust – Wittenberge – Berlin Spandau ] / [ [ Warnemünde – Rostock Hbf – Waren (Müritz) – Neustrelitz Hbf ] / [ Ostseebad Binz – Stralsund Hbf – Greifswald – Züssow – Anklam – Pasewalk – Prenzlau – Angermünde – Eberswalde ] – Berlin Gesundbrunnen ] – Berlin Hbf – Berlin Südkreuz – Lutherstadt Wittenberg – Leipzig Hbf – Naumburg (Saale) Hbf – [ Erfurt Hbf – Gotha – Eisenach ] / [ Jena Paradies – Saalfeld (Saale) – Lichtenfels – Bamberg – Erlangen – Nürnberg Hbf – [ Ingolstadt Hbf ] / [ Augsburg Hbf – München-Pasing ] – München Hbf – Tutzing – Murnau – Oberau – Garmisch-Partenkirchen – Mittenwald – Seefeld – Innsbruck Hbf ] | Elk uur tussen Hamburg en Leipzig. Twee treinen per dag naar Innsbruck. |
| IC 16         | Intercity (DB Fernverkehr)                    | Berlin Südkreuz – Berlin Hbf – Hannover Hbf – Göttingen – Fulda – Hanau Hbf – Frankfurt (Main) Hbf – Darmstadt Hbf – Heidelberg Hbf – Stuttgart Hbf | |
| IC/EC 27      | Intercity/Eurocity (DB Fernverkehr)           | [ Westerland (Sylt) – Husum – Hamburg-Altona – Hamburg Dammtor – Hamburg Hbf – Büchen – Ludwigslust – Wittenberge – Berlin Spandau ] / [ [ Rostock Hbf – Waren (Müritz) – Neustrelitz Hbf ] / [ Ostseebad Binz – Stralsund Hbf – Greifswald – Züssow – Pasewalk – Angermünde ] – Berlin Gesundbrunnen ] – Berlin Hbf – Berlin Südkreuz – Dresden Hbf – Bad Schandau – Děčín hl. n. – Ústí nad Labem hl. n. – Praha-Holešovice – Praha hl. n. – Pardubice hl. n. – Česká Třebová – Brno hl. n. – Břeclav – Kúty – Bratislava hl. st. – Nové Zámky – Štúrovo – Szob – Nagymaros-Visegrád – Vác – Budapest Keleti | 1 trein per dag tussen Westerland en Berlijn, tussen Binz/Rostock en Berlijn alleen 's zomers. |
| IC/EC 32      | Intercity (DB Fernverkehr)                    | [ [ Ostseebad Binz – Stralsund Hbf – Greifswald ] / [ Seebad Heringsdorf – Zinnowitz ] – Züssow – Pasewalk – Angermünde – Berlin Gesundbrunnen ] / [ Dresden Hbf – Berlin Südkreuz – Berlin Hbf ] – Berlin-Spandau – Stendal Hbf – Wolfsburg Hbf – Hannover Hbf – [ Herford – Bielefeld Hbf – Gütersloh Hbf – Hamm (Westf) – Dortmund Hbf – Bochum Hbf – Essen Hbf – Mülheim (Ruhr) Hbf ] / [ Osnabrück Hbf – Münster Hbf – Recklinghausen Hbf – Wanne-Eickel Hbf – Gelsenkirchen Hbf – [ Essen Hbf – Mülheim (Ruhr) Hbf ] / [ Oberhausen Hbf ] ] – Duisburg Hbf – [ [ Krefeld Hbf ] / [ Düsseldorf Flughafen – Düsseldorf Hbf – Neuss Hbf ] – Mönchengladbach Hbf – Aachen Hbf ] / [ Düsseldorf Flughafen – Düsseldorf Hbf – Köln Hbf – Bonn Hbf – Remagen – Andernach – Koblenz Hbf – Bingen (Rhein) Hbf – Mainz Hbf – Worms Hbf – Mannheim Hbf – Heidelberg Hbf – Vaihingen (Enz) – Stuttgart Hbf – [ Reutlingen – Tübingen ] / [Plochingen – Göppingen – Ulm Hbf – [ Biberach (Riß) – Ravensburg – Friedrichshafen Stadt – Lindau Hbf – Bregenz – Dornbirn – Feldkirch – Bludenz – Landeck-Zams – Imst-Pitztal – Telfs-Pfaffenhofen – Innsbruck Hbf ] / [ Günzburg – Augsburg Hbf – München-Pasing – München Hbf – Rosenheim – Bad Endorf – Prien a Chiemsee – Traunstein – Freilassing – Salzburg Hbf – Golling-Abtenau – Bischofshofen – St. Johann im Pongau – Schwarzbach-St. Veit – Dorfgastein – Bad Hofgastein – Bad Gastein – Mallnitz-Obervellach – Spittal-Milstättersee – Villach Hbf – Velden am Wörthersee – Pörtschach am Wörthersee – Krumpendorf am Wörthersee – Klagenfurt Hbf ] ] | 's Zomers één trein per richting per week tussen Keulen en Binz/Heringsdorf. Enkele treinen tussen Hannover en Essen via Münster. Één trein per dag vanaf Ulm naar Innsbruck. Doordeweeks één trein per dag vanaf Stuttgart naar Tübingen. |
| 140/240 IC 77 | Intercity (NS International / DB Fernverkehr) | Amsterdam Centraal – Hilversum – Amersfoort Centraal – Apeldoorn – Deventer – Hengelo – Bad Bentheim – Rheine – Osnabrück Hbf – Bünde (Westf) – Hannover Hbf – Berlin-Spandau – Berlin Hbf – Berlin Ostbahnhof | Stopt niet in Almelo. Rijdt elke twee uur. |
| FLX 30        | FLX (FlixTrain)                               | Aachen Hbf – Köln Hbf – Düsseldorf Hbf – Duisburg Hbf – Essen Hbf – Bochum Hbf – Dortmund Hbf – Hamm (Westfalen) – Gütersloh Hbf – Bielefeld Hbf – Herford – Hannover Hbf – Stendal – Berlin-Spandau – Berlin Hbf – Berlin Südkreuz – Elsterwerda – Dresden-Neustadt – Dresden Hbf | Dienstregeling Flixtrain FLX30. Flixtrain (8 april 2024). Geraadpleegd op 19 april 2024. |
| IRE           | Interregio-Express (DB Regio)                 | Berlin Ostbf – Berlin Hbf – Berlin Zoologischer Garten – Berlin-Spandau – Stendal Hbf – Salzwedel – Uelzen – Lüneburg – Hamburg-Harburg – Hamburg Hbf | Enkele treinen per dag |
| RE 4          | Regional-Express (Ostdeutsche Eisenbahn)      | Jüterbog – Ludwigsfelde – Berlin Südkreuz – Berlin Potsdamer Platz – Berlin Hbf – Berlin-Spandau – Wustermark – Rathenow – Stendal Hbf | |
| RE 6          | Regional-Express (DB Regio)                   | Wittenberge – Pritzwalk – Wittstock (Dosse) – Kremmen – Hennigsdorf (b Berlin) – Berlin-Spandau – Berlin Gesundbrunnen | Prignitz-Express |
| RE 30         | Regional-Express (enno)                       | Hannover Hbf – Lehrte – Gifhorn – Wolfsburg Hbf | |
| RB 10         | Regionalbahn (DB Regio)                       | Berlin Südkreuz – Berlin Hbf – Berlin-Spandau – Nauen | |
| RB 13         | Regionalbahn (DB Regio)                       | Berlin-Spandau – Wustermark | |
| RB 21         | Regionalbahn (DB Regio)                       | Wustermark – Potsdam Hbf – Berlin-Wannsee – Berlin-Charlottenburg – Berlin Hbf – Berlin Friedrichstraße | |
| RB 34         | Regionalbahn (ODEG)                           | Rathenow – Stendal Hbf | |
| RB 35         | Regionalbahn (DB Regio Südost)                | Wolfsburg Hbf – Oebisfelde – Gardelegen – Stendal Hbf | 1x per twee uur in het weekend |

## Aansluiting
In de volgende plaatsen is of was er een aansluiting op de volgende spoorlijnen:
Berlin Hbf
DB 6134, spoorlijn tussen Berlin Hauptbahnhof en Berlin Südkreuz
DB 6171, spoorlijn tussen de aansluiting Berlin-Wedding en Berlin Südkreuz
Berlin-Moabit
DB 6097, spoorlijn tussen Berlin Moabit W381 - W361
DB 6106, spoorlijn tussen Hamburger und Lehrter Bf en Berlin-Moabit
DB 6170, spoorlijn tussen Berlin-Moabit en Berlin-Moabit (ringbaan)
Aansluiting Berlin Wiesendamm
DB 6179, spoorlijn tussen aansluiting Berlin-Charlottenburg en Wustermark
Berlin-Spandau
DB 6025, spoorlijn tussen Westkreuz en Berlin-Spandau
DB 6100, spoorlijn tussen Berlijn en Hamburg
DB 6109, spoorlijn tussen Berlin Ostbahnhof en Berlin-Spandau
DB 6179, spoorlijn tussen aansluiting Berlin-Charlottenburg en Wustermark
DB 6185, spoorlijn tussen Berlin-Spandau en Oebisfelde
Wustermark Rangierbahnhof
DB 6103, spoorlijn tussen Wustermark Awf en Wustermark Rbf Wot
DB 6104, spoorlijn tussen Priort en Wustermark
DB 6108, spoorlijn tussen Wustermark Rangierbahnhof W 386 en W 46
DB 6179, spoorlijn tussen aansluiting Berlin-Charlottenburg en Wustermark
Wustermark
DB 6102, spoorlijn tussen de aansluiting Wustermark Awf en Wustermark W45
DB 6105, spoorlijn tussen Priort en Nauen
DB 6108, spoorlijn tussen Wustermark Rangierbahnhof W 386 en W 46
DB 6506, spoorlijn tussen de aansluiting Wustermark Awn en de aansluiting Wustermark Awb
Neugarten
DB 6888, spoorlijn tussen Neugarten en Ketzin
Rathenow
DB 6512, spoorlijn tussen Brandenburg Hbf en Neustadt (Dosse)
Großwudicke
DB 6873, spoorlijn tussen Großwudicke en Rathenow Nord
Schönhauser Damm
DB 6882, spoorlijn tussen Schönhauser Damm en Hohengöhren
Schönhausen (Elbe)
DB 6885, spoorlijn tussen Genthin en Schönhausen
DB 6887, spoorlijn tussen Schönhausen (Elbe) en Sandau
aansluiting Bindfelde
DB 6427, spoorlijn tussen de aansluiting Staffelde en de  aansluiting Bindfelde
DB 6428, spoorlijn tussen de aansluiting Staffelde en de  aansluiting Bindfelde
Stendal
DB 6401, spoorlijn tussen Stendal en Wittenberge
DB 6402, spoorlijn tussen Maagdenburg en Stendal
DB 6894, spoorlijn tussen Stendal en Tangermünde
DB 6895, spoorlijn tussen Stendal Ost en Stendal Vorbahnhof
DB 6897, spoorlijn tussen Stendal en Arendsee
DB 6899, spoorlijn tussen Stendal en Uelzen
aansluiting Nahrstedt
DB 6185, spoorlijn tussen Berlijn en Oebisfelde
Gardelegen
DB 6906, spoorlijn tussen Haldensleben en Gardelegen
DB 6991, spoorlijn tussen Gardelegen en Kalbe (Milde)
Oebisfelde
DB 1945, spoorlijn tussen Helmstedt en Oebisfelde
DB 1951, spoorlijn tussen Velpke en Oebisfelde
DB 6185, spoorlijn tussen Berlijn en Oebisfelde
DB 6399, spoorlijn tussen Oebisfelde en Fallersleben
DB 6409, spoorlijn tussen de aansluiting Glindenberg en Oebisfelde
DB 6900, spoorlijn tussen Oebisfelde en Salzwedel
DB 9175, spoorlijn tussen Wittingen en Oebisfelde
aansluiting Grafhorst
DB 1952, spoorlijn tussen Schandelah en de aansluiting Grafhorst
Vorsfelde
DB 6399, spoorlijn tussen Oebisfelde en Fallersleben
Fallersleben
DB 1953, spoorlijn tussen Braunschweig-Gliesmarode en Fallersleben
DB 1955, spoorlijn tussen Fallersleben en Werkbahnhof VW Wolfsburg
DB 1956, spoorlijn tussen Weddel en Fallersleben
DB 6399, spoorlijn tussen Oebisfelde en Fallersleben
Gifhorn
DB 1902, spoorlijn tussen Braunschweig Hbf en Gifhorn
DB 1962, spoorlijn tussen Gifhorn en Wieren
Plockhorst
DB 1772, spoorlijn tussen Celle en Braunschweig Hbf
DB 1723, spoorlijn tussen Plockhorst en Peine
Lehrte
DB 1720, spoorlijn tussen Lehrte en Cuxhaven
DB 1730, spoorlijn tussen Hannover Hbf en Braunschweig Hbf
DB 1734, spoorlijn tussen Hannover Hbf en Lehrte
DB 1770, spoorlijn tussen Lehrte en Nordstemmen